# NGC 3549
NGC 3549 é uma galáxia espiral (Sc) localizada na direcção da constelação de Ursa Major. Possui uma declinação de +53° 23' 17" e uma ascensão recta de 11 horas, 10 minutos e 56,8 segundos.
A galáxia NGC 3549 foi descoberta em 12 de Abril de 1789 por William Herschel.